# Герб комуни Сунне
Герб комуни Сунне (швед. Sunne kommunvapen) — символ шведської адміністративно-територіальної одиниці місцевого самоврядування комуни Сунне. 

## Історія
Символ використовувався спершу ландскомуною Сунне, потім ландскомуною Стура Сунне, а з 1963 року — чепінгом Сунне. Герб торговельного містечка (чепінга) отримав королівське затвердження 1963 року. 
Після адміністративно-територіальної реформи, проведеної в Швеції на початку 1970-х років, муніципальні герби стали використовуватися лишень комунами. Цей герб був 1971 року перебраний для нової комуни Сунне.
Герб комуни офіційно зареєстровано 1974 року.

## Опис (блазон)
У синьому полі срібний міст, під яким такий же ніс човна, а над мостом — скошені навхрест два багри та сокира в стовп, усі срібні. 

## Зміст
Міст вказує на назву комуни, яка в діалектичній формі означає «протоку». Човен є традиційним транспортним засобом у комуні. Багри і сокира підкреслюють специфіку праці місцевих мешканців. 